# 勝愛実
勝 愛実（かつ まなみ、1994年10月23日 - ）は、日本の女子プロレスラー。

## 来歴・戦歴
2011年
- 1月20日、JWP新人オーディションで合格。
- 3月3日、プロテスト合格。
- 3月21日、板橋グリーンホールでの「獅子の穴」興行にて、獅子の穴主宰のLeonとエキシビション。
- 4月3日、後楽園ホール大会の対DASH・チサコ（センダイガールズプロレスリング）戦でデビュー。ダイビング・ボディープレスからの片エビ固めで敗戦。
- 4月17日、東京キネマ倶楽部大会でのJ-1グランプリ2011トーナメント1回戦でmasu-meから初勝利。
- 8月14日、夏女決定トーナメント1回戦で同学年のみなみ飛香（アイスリボン）と対戦も敗れる。
- 10月16日、OZアカデミー初参戦。小松奈央と対戦も敗れる。
- 12月23日、蒼星杯決勝でラビット美兎を降し優勝。試合後、下野佐和子（OSAKA女子プロレス）に対し、JWPジュニア二冠王座の挑戦を要求、受理される。

2012年
- 1月9日、下野佐和子の持つJWPジュニア二冠王座に挑むが、敗戦。
- 3月3日、アイスリボン10代主催興行「Teens」に参戦。
- 3月10日、アイスリボン本興行初参戦。藤本つかさと対戦も敗れる。
- 12月24日、後楽園大会でラビット美兎が持つJWPジュニア二冠王座に挑戦し、引退したばかりの元ジュニア王者輝優優から継承されたレッグラリアットからのブロックバスターで王座奪取に成功[1]。

2014年
- 4月26日引退を表明[2]。
- 7月13日板橋グリーンホール大会でラビット美兎相手に引退試合を行い、ダイビング・ボディー・プレスで敗れる[3]。

2016年
- 3月1日、JWPに再入団。4月3日の後楽園ホール大会での復帰を発表。当時の引退理由は母の看病と両立しながらプロレスをやってきたが介護にかかる時間が増え引退。復帰理由は昨年の夏に亡くなった母の遺品を整理していたときにグッズやパンフレット、勝の試合について書かれた日記が見つかり、自分の中にあったプロレスへの想いというものがよみがえったことから復帰を決意した。
- 4月3日、JWP後楽園ホール大会で復帰。同期のラビット美兎とのシングルマッチで復帰するも敗北。

2020年
- 10月4日、PURE-J道場マッチのカーテンコールにて退団を発表[4]。

2024年
- 8月24日、アイスリボン後楽園ホール大会に姿を見せ入団を発表。

## 得意技
- ダイビングエルボードロップ
- イナズマバスター
- オレンジブロッサム

## タイトル歴
- 蒼星杯優勝
- JWP認定ジュニア&POP王座（第23代&第13代）
- ICE×∞王座 （第40代）

## 人物
- 憧れの選手としてJWPの大先輩である日向あずみの名を上げている[5]。その日向の引退直前に「週刊プロレス」の企画でインタビューが実現し、その際にJWPスポーツ教室を勧められ本格的にプロレスラーを目指す。そしてデビュー戦では日向が特別レフェリーを務めた。
- 両親から高校卒業を入団の条件として提示されている為、高校に通いながら活動。学校行事を優先させる関係上、重なった場合はその大会を欠場する場合があった。
- ニックネームは「まなぽょ」。命名者は同い年のみなみ飛香である。
- 「アイドルウォッチャー」を自認しており、中でもプロレスとの関わりが深いキラポジョは何度もライブに足を運びファンクラブ会報にも紹介されたほどである[6]。